# Xochicalco, Morelos
Xochicalco är en ort i Mexiko.   Den ligger i kommunen Miacatlán och delstaten Morelos, i den sydöstra delen av landet, 70 km söder om huvudstaden Mexico City. Xochicalco ligger 1 183 meter över havet och antalet invånare är 1 361.
Terrängen runt Xochicalco är kuperad åt nordväst, men åt sydost är den platt. Terrängen runt Xochicalco sluttar söderut. Runt Xochicalco är det ganska tätbefolkat, med 120 invånare per kvadratkilometer. Närmaste större samhälle är Cuernavaca, 17,0 km norr om Xochicalco. I omgivningarna runt Xochicalco växer huvudsakligen savannskog.